# Alfred Henry Lewis
Alfred Henry Lewis (20 janvier 1855 - 23 décembre 1914) est un journaliste d'enquête, un avocat, un romancier, un éditorialiste, un écrivain de nouvelles et un biographe américain.

## Biographie
Lewis commence comme journaliste rémunéré au Chicago Times (en). Plus tard, il est nommé éditorialiste du Chicago Times-Herald.
En 1901, il publie une biographie de Richard Croker (en) (1843-1922), l'une des figures de proue d'un groupe politique corrompu connu sous le nom de Tammany Hall, groupe qui exerce une influence certaine sur la politique de New York des années 1790 aux années 1960 en pratiquant le clientélisme.
Il est aussi connu pour avoir écrit la phrase « il n’y a que neuf repas entre l’humanité et l’anarchie ».

## Œuvres

### Non-fiction
- Richard Croker (1901)
- Nation-famous New York Murders (1914)

### Romans et nouvelles
- Wolfville: Episodes of Cowboy Life (1893)
- Sandburrs (1900)
- Wolfville Days (1902)
- The Black Lion Inn (1903)
- The Boss, and How He Came to Rule New York (1903)
- Peggy O'Neal (1903)
- The President (1904)
- The Sunset Trail (1905)
- Confessions of a Detective (1906)
- When Men Grew Tall; or, The Story of Andrew Jackson (1907)
- An American Patrician; or, The Story of Aaron Burr (1908)
- Wolfville Folks (1908)
- Wolfville Nights (1908)
- The Apaches of New York (1912)
- Faro Nell and Her Friends: Wolfville Stories (1913)